# ویسل (امیرداغ)
ویسل (به ترکی استانبولی: Veysel) یک منطقهٔ مسکونی در ترکیه است که در امیرداغ واقع شده‌است.